# Phymaturus nevadoi
Phymaturus nevadoi — вид ігуаноподібних ящірок родини Liolaemidae. Ендемік Аргентини.

## Поширення і екологія
Phymaturus nevadoi мешкають в горах Сьєрра-дель-Невадо в провінції відомі з типової місцевості, розташованої в провінції Мендоса. Вони живуть на луках, зустрічаються на висоті від 1700 до 1800 м над рівнем моря. Живляться рослинністю, є живородними.